# Hans Hopster

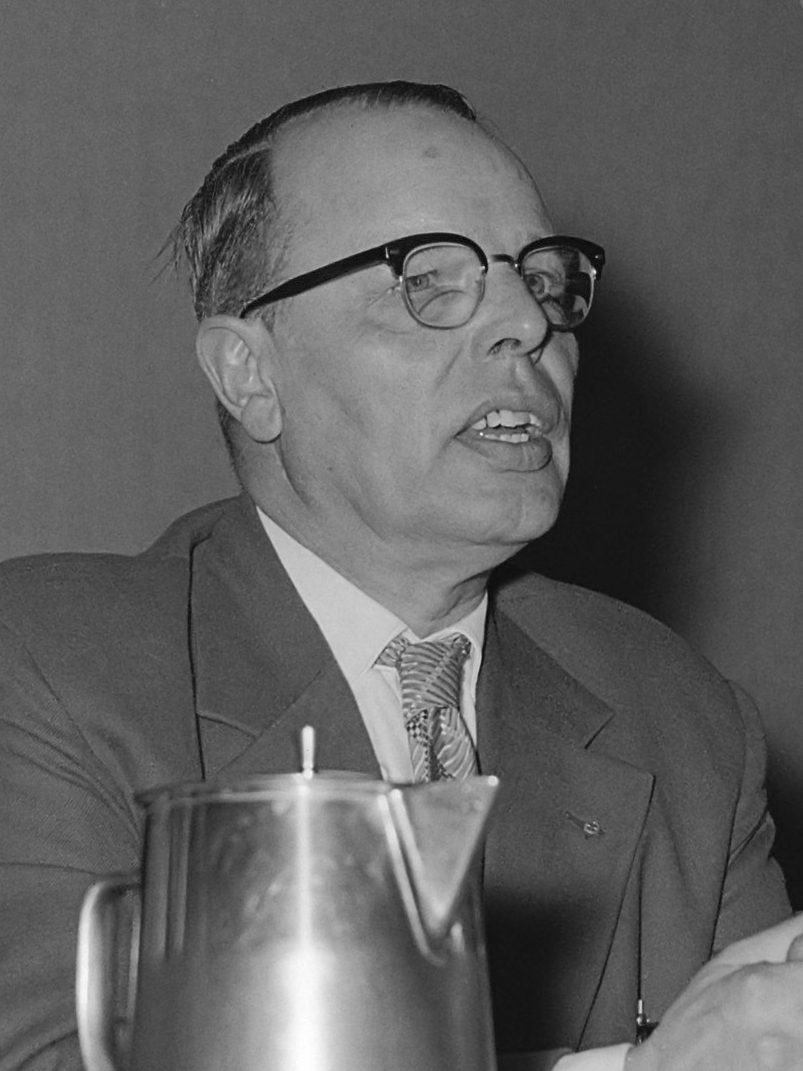
Ir. H.F. Hopster in 1957

Henri Ferdinand (Hans) Hopster (Amsterdam, 29 december 1897 – Aalst, 9 augustus 1984) was een Nederlands sportbestuurder. Hij was van 1953 tot 1957 voorzitter van de Koninklijke Nederlandse Voetbalbond (KNVB).

## Loopbaan
Ir. Hopster was leraar mechanica, wis- en natuurkunde en directeur van de Rijks HBS in 's-Hertogenbosch van 1 september 1952 tot 1 september 1964.
Hopster was voorzitter van de Nederlandse Katholieke Sportbond. Als bestuurslid van de KNVB werd hij in 1953 naar voren geschoven om de afgetreden Karel Lotsy op te volgen. Hopster zou aanvankelijk voor een jaar blijven. In dat jaar ontstond de concurrerende Nederlandse Beroeps Voetbalbond (NBVB), die betaald voetbal in Nederland introduceerde. Het seizoen 1954/55 startte met twee competities. In november 1954 bereikten de KNVB onder Hopster en de NBVB onder leiding van Gied Joosten een akkoord om samen door te gaan met betaald voetbal. De bestaande competities werden afgebroken en er ging één gezamenlijke competitie van start.
Hopster bleef tot 1957 voorzitter van de KNVB en werd opgevolgd door Toon Schröder. Hij overleed in 1984 op 86-jarige leeftijd.